# Lionel Taminiaux
Lionel Taminiaux (Ottignies-Louvain-la-Neuve, 21 maggio 1996) è un ciclista su strada belga che corre per il team Lotto; è professionista dal 2019.

## Palmarès
- 2018 (AGO-Aqua Service, una vittoria)

Grand Prix Criquielion
- 2019 (Wallonie-Bruxelles, una vittoria)

La Roue Tourangelle
- 2022 (Alpecin-Fenix/Alpecin-Deceuninck, due vittorie)

4ª tappa Quattro Giorni di Dunkerque (Mazingarbe > Aire-sur-la-Lys)
5ª tappa Tour de Langkawi (Kuala Kangsar > Kulim)
- 2024 (Lotto Dstny, una vittoria)

1ª tappa Tour of Guangxi (Fangchenggang > Fangchenggang)

### Altri successi
- 2018 (AGO-Aqua Service)

Classifica a punti Istrian Spring Trophy
- 2019 (Wallonie-Bruxelles)

Classifica scalatori Quattro Giorni di Dunkerque
- 2022 (Alpecin-Fenix/Alpecin-Deceuninck)

Zwevezele koers
GP Potterie Tienen
- 2023 (Alpecin-Deceuninck)

Schaal Sels Merksem
GP Gemeente Kortemark

## Piazzamenti

### Grandi Giri
- Vuelta a España

2022: 126º

### Classiche monumento
- Giro delle Fiandre

2020: 92º
2024: ritirato

### Competizioni continentali
- Campionati europei

Plumelec 2016 - In linea Under-23: ritirato